# Sticky Fingers Live at Fonda Theater (Live 2015)
Sticky Fingers Live at Fonda Theater (Live 2015) je koncertní album britské rockové skupiny The Rolling Stones, které vyšlo v roce 2017. Album vyšlo jako součást archivované edice From the Vault. Album bylo nahráváno v menším losangeleském divadle Fonda Theater, kde skupiny vystupovala v rámci turné po Severní Americe v roce 2015. Skupina vydala album jako rozšířenou verzi alba Sticky Fingers Live.

## Seznam skladeb
| Pořadí | Skladba                                 | Délka |
| ------ | --------------------------------------- | ----- |
| 1.     | "Start Me Up"                           | 4:35  |
| 2.     | "When The Whip Comes Down"              | 4:11  |
| 3.     | "All Down The Line"                     | 4:58  |
| 4.     | "Sway"                                  | 3:32  |
| 5.     | "Dead Flowers"                          | 4:15  |
| 6.     | "Wild Horses"                           | 4:29  |
| 7.     | "Sister Morphine"                       | 5:57  |
| 8.     | "You Gotta Move"                        | 3:37  |
| 9.     | "Bitch"                                 | 4:28  |
| 10.    | "Can't You Hear Me Knocking"            | 7:22  |
| 11.    | "I Got The Blues"                       | 4:30  |
| 12.    | "Moonlight Mile"                        | 4:42  |
| 13.    | "Brown Sugar"                           | 7:08  |
| 14.    | "Rock Me Baby" (B.B. King)              | 4:32  |
| 15.    | "Jumpin’ Jack Flash"                    | 4:48  |
| 16.    | "I Can’t Turn You Loose" (Otis Redding) | 5:25  |

## Obsazení
The Rolling Stones
- Mick Jagger - (zpěv, kytara, harmonika)
- Keith Richards - (kytara, zpěv)
- Ronnie Wood - (kytara)
- Charlie Watts - (bicí)

Doprovodní členové
- Lisa Fischer - (doprovodné vokály, zpěv)
- Bernard Fowler - (doprovodné vokály)
- Chuck Leavell - (klávesy, doprovodné vokály)
- Darryl Jones - (baskytara, doprovodné vokály)
- Matt Clifford - (klávesy, doprovodné vokály)
- Karl Denson - (saxofon)
- Tim Ries - (saxofon)